# Lådden dueurt
Lådden dueurt (Epilobium hirsutum), også stavet lodden dueurt, er en flerårig, 80-150 centimeter høj plante i natlys-familien. Arten er oprindeligt vildtvoksende Europa, Nordafrika og Asien, men findes nu også indslæbt i Nordamerika og Sydafrika. Lådden dueurt er en kraftig plante med lange bløde, udstående hår og kortere kirtelhår. Kronbladene er rosa og 13-22 mm lange, cirka dobbelt så lange som bægerbladene. Støvfanget er firdelt.

## Forekomst i Danmark
I Danmark er lådden dueurt almindelig i rørsump, kærmoser, grøfter og væld. Den blomstrer her mellem juli og september.